# マケドニア王の一覧
マケドニア王の一覧（マケドニアおうのいちらん）では、マケドニア王国の国王の一覧を示す。

## アルゲアス朝
- カラノス （紀元前808年 - 紀元前778年）
- コイノス
- トゥリマス
- ペルディッカス1世 （紀元前700年–紀元前678年）
- アルガイオス1世 （紀元前678年 - 紀元前640年）
- ピリッポス1世 （紀元前640年 - 紀元前602年）
- アエロポス1世 （紀元前602年 - 紀元前576年）
- アルケタス1世 （紀元前576年 - 紀元前547年）
- アミュンタス1世 （紀元前547年 - 紀元前498年）
- アレクサンドロス1世 （紀元前498年 - 紀元前454年）
- アルケタス2世 （紀元前454年 - 紀元前448年）
- ペルディッカス2世 （紀元前448年 - 紀元前413年）
- アルケラオス1世（紀元前413年 - 紀元前399年）
- クラテロス （紀元前399年）
- アルケラオス2世 （紀元前396年 - 紀元前393年）
- アエロポス2世 （紀元前399年 - 紀元前393年）
- オレステス （紀元前399年 - 紀元前396年）
- パウサニアス （紀元前393年）
- アミュンタス3世 （紀元前393年）
- アルガイオス2世 （紀元前393年 - 紀元前392年）
- アミュンタス3世（復位） （紀元前393年 - 紀元前369年）
- アレクサンドロス2世 （紀元前370年 - 紀元前368年）
- ペルディッカス3世 （紀元前368年 - 紀元前359年）
- アミュンタス4世 （紀元前359年）
- ピリッポス2世 （紀元前359年 - 紀元前336年）
- アレクサンドロス3世 （紀元前336年 - 紀元前323年）
- ピリッポス3世 （紀元前323年 - 紀元前317年）
- アレクサンドロス4世 （紀元前323年 - 紀元前309年）

## アンティパトロス朝
- カッサンドロス （紀元前305年 - 紀元前297年）
- ピリッポス4世 （紀元前297年）
- アンティパトロス2世 （紀元前297年 - 紀元前294年）
- アレクサンドロス5世 （紀元前297年 - 紀元前294年）
- アンティパトロス・エテシアス （紀元前279年）
- ソステネス （紀元前279年 - 紀元前277年）

## アンティゴノス朝
- デメトリオス1世 （紀元前294年 - 紀元前288年）
- アンティゴノス2世 （紀元前277年 - 紀元前274年）
- アンティゴノス2世 （紀元前272年 - 紀元前239年）
- デメトリオス2世 （紀元前239年 - 紀元前229年）
- アンティゴノス3世 （紀元前229年 - 紀元前221年）
- ピリッポス5世 （紀元前221年 - 紀元前179年）
- ペルセウス （紀元前179年 - 紀元前168年）

## 王朝無し
- リュシマコス （紀元前288年 - 紀元前281年）
- ピュロス （紀元前288年 - 紀元前285年、紀元前274年 - 紀元前272年）
- プトレマイオス・ケラウノス （紀元前281年 - 紀元前279年）
- メレアグロス （紀元前279年）